# Ferdinand von Bredow
Ferdinand von Bredow (16. maj 1884 i Neuruppin - 30. juni eller 1. juli 1934 i Berlin-Lichterfelde) var en tysk officer, der endte som generalmajor i Reichswehr. Han var en nær medarbejder af Kurt von Schleicher og blev ligesom denne myrdet i De lange knives nat af nationalsocialisterne.

## Liv og levned
Von Bredow stammede fra den gamle adelsslægt Bredow. Ifølge familietraditionen slog han ind på en militær løbebane og blev den 22. marts 1902 udnævnt til løjtnant i Königin Elisabeth Garde-Grenadier-Regiment Nr. 3 i Charlottenburg. Fra 1. oktober 1910 til 21. juli 1913 studerede han på det preussiske krigsakademi.
Fra 1914 til 1918 deltog han som officer i 1. verdenskrig, fortrinsvis på Vestfronten, og han blev udmærket med jernkorset af 2. og 1. klasse samt et ridderkors med sværd. Efter krigen blev han optaget i Reichswehr. Her tilhørte han fra 1925 Abwehrafdelingen i krigsministeriet og overtog 5 år senere ledelsen af denne afdeling.
I 1932 blev han udnævnt til chef for ministerkontoret i krigsministeriet efter at den hidtidige chef Kurt von Schleicher var blevet udnævnt til krigsminister. Dermed blev han til krigsministerens stedfortræder og samtidig blev han leder af Schleichers personlige "Informationsdienst", en blandt flere konkurrerende efterretningstjenester. Efter at Schleicher i december 1932 var blevet udnævnt til rigskansler overtog Bredow modlertidig ledelsen af krigsministeriet.
I begyndelsen af 1933 blev Bredow forfremmet til generalmajor. I januar plæderede han sammen med Eugen Ott og Kurt von Hammerstein-Equord for et militærkup for at forhindre at regeringen Schleicher blev styrtet. Efter at Schleicher havde afvist disse planer og i slutningen af januar trådte tilbage som kansler, fik Franz von Papen den 28. januar af rigspræsident Hindenburg til opgave at danne en regering hvor Adolf Hitler blev udnævnt til kansler. Efter Hitlers tiltrædelse den 30. Januar 1933 og Werner von Blombergs overtagelse af krigsministeriet blev Bredow allerede den 1. februar 1933 udskiftet med Walter von Reichenau som chef for ministerkontoret, og tog sin afsked.

### Sidste år (1933-1934)
En af Bredow planlagt rejse til Parisi januar 1934 udviklede sig til en mindre statsaffære. Han skaffede sig anbefalingsskrivelser fra franske og britiske attacheer i Berlin, som skulle åbne dørene for ham i Paris. På grænsestationen i Herbesthal hentede politiet ham ud af toget, fandt anbefalingerne og arresterede ham. På foranledning af krigsminister Blomberg blev han dog løsladt.
Nogle uger efter denne episode offentliggjorde et forlag for emigranter i Paris den anonyme Dagbog for en general i Reichswehr. Lederne af nazistpartiet antog fejlagtigt, at den anonyme forfatter var ingen ringere end Bredow.
Bredow hørte den 30. juni 1934 om mordet på Schleicher og blev advaret i samme anledning, men besluttede sig alligevel for at blive ved sin familie. Om aftenen blev Bredow arresteret af medlemmer af SS og ført til SS-kasernen i Lichterfelde verschleppt. Ved ankomsten dertil var han allerede død. Han havde to skudsår i hovedet. Bredows søn Carl Hasso, som dengang var 8 år gammel og vidne til arrestationen modtog efter drabet på faderen udbetalt en månedlig opdragelseshjælp på 150 Reichsmark om måneden.
Blandt forskerne diskuteres forskellige mulige motiver til mordet på Bredow. Engang antog man, at Bredow gennem sine tidligere aktiviteter som leder af Abwehr-afdelingen i krigsministeriet var blevet bekendt med kompromitterende forhold i nazistpartiet. En anden teori peger på at Hermann Göring personlig forfulgte Bredow. Göring havde under en samtale med Bredow i november 1932 tilbudt at opbygge et luftfartsministerium og i den sammenhæng erklæret at han også var parat til at gøre det under en anden kansler end Hitler. Efter Hitlers magtovertagelse - lød teorien - havde Göring villet slippe af den uønskede medvider til hans kortvarige tvivl på Hitlers sejr i magtenkampen og den nævnte desertering.

## Mindetavle
På von Bredows 124 års fødselsdag i maj 2008 blev der under overværelse af hans søn Carl-Hasso von Bredow, brigadegeneral Christian Westphal, lederen af Gedenkstätte Deutscher Widerstand Johannes Tuchel og udgiveren af von Bredow notater fra årene 1933/34 Dr. Irene Strenge afsløret en mindetavle foran huset i Spichernstraße 15 i Berlin-Wilmersdorf, hvor familien boede i årene 1930-1934. Tavlen blev afsløret af forsvarsministeren.
Carl-Hasso von Bredow, som senere blev bankmand i Frankfurt, var bl.a. æresgæst ved den offentlige edsaflæggelse for rektutter foran rigsdagsbygningen i Berlin den 20. juli 2010, desuden fortalte han forskelligt til skoleklasser om hændelser og omstændigheder dengang.